# El sueño de una noche de verano (película de 1935)
A Midsummer Night's Dream es una película estadounidense de 1935 basada en la obra homónima de William Shakespeare y dirigida por Max Reinhardt y William Dieterle. Actuaron en ella Ian Hunter, James Cagney, Mickey Rooney, Olivia de Havilland, Joe E. Brown, Dick Powell y Victor Jory. Producida por Henry Blanke y Hal Wallis para Warner Brothers y adaptada el año anterior por Charles Kenyon y Mary C. McCall Jr. de la productora Hollywood Bowl de Max Reinhardt, presenta lo ocurrido antes de la boda del Duque de Atenas, Teseo, con la Reina de las amazonas, Hipólita. En particular, describe las aventuras de cuatro amantes atenienses y un grupo de seis actores aficionados, controlados y manipulados por las hadas que viven en el bosque en el que transcurre gran parte de la historia. La obra, considerada como comedia, es una de los trabajos más populares de Shakespeare y se representa con mucha frecuencia en la pantalla grande. La música de Felix Mendelssohn se usó para esta película, interpretada por la orquesta de Erich Wolfgang Korngold. Las secuencias de ballet que llevaban a cabo las hadas fueron obra de la coreógrafa Bronislava Nijinska.